# Janina Hosiasson-Lindenbaum
Pour les articles homonymes, voir Lindenbaum.
Janina Hosiasson-Lindenbaum (1899 - 1942) est une logicienne polonaise. Amie de Karl Popper, elle soutient néanmoins contre lui une théorie probabiliste de l'induction. Elle et son mari Adolf Lindenbaum sont tués par les nazis durant le massacre de Poneriai, entre 1941 et 1942.

## Œuvres
- « On Confirmation », Journal of Symbolic Logic, Vol. 5, No. 4 (Dec., 1940), pp. 133-148
- « Induction et Analogie », Mind (1941) L (200), p. 351-365
- « Theoretical Aspects of the Advancement of Knowledge », Synthese, vol. 7, n°. 4/5 (1948/1949), p. 253-261
- « La Théorie des Probabilités est-elle une Logique Généralisée ? », Actes du Congrès International de philosophie scientifique, volume IV: Induction et probabilité (1935) Hermann, Paris, p. 58-64